# Lagoseriopsis
Lagoseriopsis es un género monotípico de plantas herbáceas perteneciente a la familia Asteraceae. Su única especie: Lagoseriopsis popovii (Krasch.) Kirp., es originaria de Asia y África. 

## Descripción
Es una planta anual. El tallo alcanza 10-25 cm de altura, glabros o algo escasamente tomentosos por debajo, ramificado, terminando en ramas filiformes teniendo capítulos solitarios en el ápice. Las hojas basales en roseta, algo gruesas, de 1-2 cm de largo, ampliamente obovadas,  con engrosamiento cartilaginoso en la punta de los dientes; las hojas caulinares  estrechas, lineales, de 4-6 cm de largo, la parte superior mucho más pequeña, por lo general las plantas están sin hojas en la fructificación. Capítulos estrechamente cilíndricos  de unos 5 mm de largo, con cuatro a seis floretes.  Corola amarilla. El fruto en forma de aquenio con vilano exterior.

## Distribución
Se distribuye por Kazajistán, Tayikistán y Turkmenistán 

## Sinonimia
- Lagoseriopsis popovii (Krasch.) Kirp. in Komarov, Fl. SSSR 29: 374. 1964
- Launaea popovii Krasch. in Trudy Bot. Inst. Akad. Nauk S.S.S.R., Ser. 1, Fl. Sist. Vyssh. Rast. 1: 180. 1933
- Heterachaena popovii (Krasch.) Kovalevsk., Fl. Uzbekistan. 6: 478. 1962
- Brachyrhamphus popovii (Krasch.) Kamelin, Opred. Rast. Sred. Azii 10: 115. 1993